# James B. Pritchard
James Bennett Pritchard (* 4. Oktober 1909 in Louisville (Kentucky); † 1. Januar 1997) war ein amerikanischer Biblischer Archäologe und Religionswissenschaftler.

## Wirken
Er untersuchte die Beziehungen zwischen den Religionen des alten Israel, Kanaan, Ägypten, Assyrien und Babylon. Er nahm an zahlreichen bedeutenden Ausgrabungen teil: Gibeon, Tell es-Sa'idiyeh am Ostufer des Jordans in Jordanien, sowie Sarafand, Libanon, wo die alte phönizische Stadt Sarepta freigelegt wurde.
Er arbeitete für lange Zeit an der University of Pennsylvania, wo er Professor für Religionswissenschaft (religious thought) war und der erste Kurator für Biblische Archäologie am Universitätsmuseum. Pritchards Stärke lag darin, dass er die Bibel in einen breiteren kulturellen Kontext im alten Nahen Osten setzte.
Zu einem international beachteten Buch wurde sein Werk Ancient Near Eastern Texts relating to the Old Testament („In Zusammenhang mit der Bibel stehende Texte aus dem alten Nahen Osten“) in drei Auflagen (1950, 1955, 1969), das zuverlässige Übersetzungen von Texten liefert, die Licht auf den Kontext der Hebräischen Bibel werfen. Diese Anthologie vereint die bedeutendsten historischen, rechtswissenschaftlichen, mythologischen, liturgischen und säkularen Texte des alten Nahen Ostens, mit dem Ziel, einen reichen kontextuellen Rahmen für das Verständnis der Menschen, Kulturen und Literatur des Alten Testaments zu erzielen. Bedeutende Linguisten, Historiker und Archäologen wurden für die Übersetzung der Texte ausgewählt:  William Foxwell Albright (Johns Hopkins University), H. Louis Ginzberg (Jewish Theological Seminary), Albrecht Goetze (Yale University), Samuel Noah Kramer (University of Pennsylvania), Theophile J. Meek (University of Toronto), A. Leo Oppenheim (University of Chicago), Robert H. Pfeiffer (Harvard University), A. Sachs (Brown University), Ephraim Avigdor Speiser (University of Pennsylvania), Ferris J. Stephens (Yale University), John A. Wilson (University of Chicago).
Die American Philosophical Society, der er seit 1973 als gewähltes Mitglied angehörte, zeichnete ihn 1990 mit ihrer Benjamin Franklin Medal aus.

## Werke
- Palestinian Figurines in Relation to certain Goddesses known through Litterature (= American Oriental Series 24). Philadelphia 1943.
- Ancient Near Eastern Texts, relating to the Old Testament. Princeton: Princeton University Press 1950.
- The Ancient Near East in Pictures, relating to the Old Testament. Princeton, NJ: Princeton University Press 1954.
- mit Sherman E. Johnson E. & George C. Miles: The Excavations at Herodian Jericho 1951 (= Annual of the American Schools of Oriental Research 32/33). New Haven: Yale University Press 1958.
- Archaeology and the Old Testament. Princeton University Press 1958 (deutsch unter dem Titel: Die Archäologie und das Alte Testament. Wiesbaden: Rheinische Verlags-Anstalt [o. J.])
- Hebrew Inscriptions and Stamps from Gibeon (= University Museum Monograph 16). Philadelphia: The University Museum 1959.
- Gibeon where the Sun Stood Still: The Discovery of the Biblical City. Princeton: Princeton University Press 1962.
- mit Samuel Noah Kramer u. a. (Hrsg.): Everyday Life in Bible Times. Washington, DC: National Geographic Society 1967. (deutsch unter dem Titel: Alltagsleben in biblischer Zeit. Luzern, Frankfurt/M.: Bucher 1975. ISBN 3-7658-0201-8)
- The Ancient Near East: Supplementary Texts and Pictures relating to the Old Testament. Princeton, NJ: Princeton University Press 1969.
- (Hrsg.): Solomon & Sheba. London: Phaidon 1974. ISBN 0-7148-1613-2
- Sarepta. A Preliminary Report on the Iron Age. Excavations of the University Museum of the University of Pennsylvania, 1970-72. Philadelphia: University of Pennsylvania 1975.
- Recovering Sarepta, a Phoenician City: Excavations at Sarafand, Lebanon, 1969-1974 by the University Museum of the University of Pennsylvania. Princeton, NJ: Princeton University Press 1978. ISBN 0-691-09378-4
- Tell es-Saʿidiyeh: Excavations on the Tell, 1964-1966 (= University Museum Monograph 60). Philadelphia: University Museum 1985. ISBN 0-934718-60-1
- (Hrsg.): The Times Atlas of the Bible. London: Guild Publishing 1987 (deutsch Herders grosser Bibel-Atlas. Freiburg: Herder 2002. ISBN 3-451-27998-3)